# History Maker
「History Maker」（ヒストリーメーカー）は、日本のシンガーソングライターDEAN FUJIOKAの音楽配信シングル。テレビ朝日ほかにて、2016年10月より放送されたアニメ『ユーリ!!! on ICE』のオープニングテーマとして制作された。2016年10月7日にA-Sketchからリリースされた。
『ユーリ!!! on ICE』音楽プロデューサーの冨永恵介や、アニメ原案者の久保ミツロウらからオファーを受けたDEANは、当初作詞と歌唱のみで参加する予定だったが、インドネシアから音楽パートナーのDJ Sumantriを呼び寄せ、楽曲の方向性にも携わった。歌詞は全編英語詞で、さまざまな視点が絡み合った構成の中にメッセージが込められている。サウンドは、8分の6拍子のワルツ調リズムに、ポップでドリーミーなメロディー、華麗なオーケストレーション、力強いEDMビートが入り混じったものとなっている。
楽曲は配信限定でリリースされた後、ファンの要望を受けCDが制作された。CDは、2016年12月に開催されたライブの会場や、特定のオンラインショップで販売されるのみだったが、2023年発売のベストアルバムに楽曲が初収録された。楽曲は、国内外の音楽ライターらから称賛され、Billboard JAPANのHot Animationチャートで最高9位を記録しているほか、国内外のアニメソングの賞を多数受賞している。
リリース当時、MVは制作されていなかったが、2019年発売の2ndアルバムに「History Maker ～HITM Ver.～」が収録されるのに併せて制作された。ライブでは2016年に楽曲が初披露され、テレビでは2017年にテレビ朝日の音楽番組で、『ユーリ!!! on ICE』とコラボレーションする形で初歌唱。2023年には、アイスショーでフィギュアスケーターが演技をする中、歌声を披露した。この楽曲は、幾つかの別バージョンが存在し、2021年には4分の4拍子のリアレンジ版を発表。DJのTJOによるリミックス版や、声優の豊永利行との歌唱コラボレーション版も制作されている。

## 背景
2016年9月、DEAN FUJIOKAがフィギュアスケートを題材にしたテレビアニメ『ユーリ!!! on ICE』オープニングテーマを担当することが発表される。『ユーリ!!! on ICE』の音楽プロデューサーである冨永恵介は、オープニング楽曲を制作するにあたり、アニメの監督の山本沙代から「世界を舞台に活躍する選手たちの話なので、スケールの大きい曲を」と依頼されていた。そこで、以前たまたまDEANの「My Dimension」を聴いた時からアーティストとして気になっていた彼の名前を思いつき、山本と相談の上でオファーしたという。また、アニメ原案者の久保ミツロウも、DEANに直接説明をするため音楽制作スタッフと共に彼の元を訪ねた。久保によるとDEANは即決で、彼女は「その場で作品内容を汲み取り、作曲が始まるという展開の早さに震え」たという。

## 制作
楽曲制作は、冨永が大枠の方向性を提案した上で、DEANと作・編曲家の梅林太郎、松司馬拓を含む4人でアイデアを出し合いながら共同作業で進めていった。梅林がメロディー、松司馬がアレンジを担当する中、当初DEANは作詞と歌唱のみで参加する予定だったという。だが、一回歌詞をはめ込んで歌ってみた時、彼はしっくりきた部分と惜しいなと思った部分の両方を感じる。デモが持っていた可能性を発揮できておらず、このままだとベストではないと思ったDEANは、冨永へ曲の方向性に関わらせてほしいと提案し、了承を得る。DEANは、彼の音楽パートナーであるDJ Sumantri（Sumo）をインドネシアのジャカルタから呼び寄せ、冨永たちと一緒にビートを組むところから作り直した。レコーディングは東京のスタジオで、DEANのボーカル録音をSumoと行い、ギターのストロークとハーモニーを足していった。続いて、オーケストラパートの録音を松司馬の指揮で行い、最終のミックス作業は冨永がジャカルタにあるSumoのスタジオへ出向き、2日間ほど立ち会った。サビのあたりに入っているフーリガン風コーラスは、レコーディングの最後、スタジオ内にいた男性全員でマイクを囲み、円陣を組みながら収録した。DEANはこの時、わざと下手に歌うようリクエストしたという。クレジットには、「Hooligan Choir」としてDEANの他に「History Makers」の名が記されている。
こうして出来上がった楽曲について、DEANは次のように語っている。
「この曲“History Maker”は、勇気を持って日々限界に挑戦するあなたに捧げる応援歌です。

厳しい競争の中でチャレンジし続けるアスリートの方々はもちろん、それぞれの立場で新しい歴史の1ページを作る挑戦をしている方々への応援歌。自身もネクストレベルを目指し努力し続ける“History Maker”でありたいという思いも込めてレコーディングを行いました」

## 音楽性
「History Maker」の歌詞は全て英語である。アニメの主人公・勇利の視点、彼を導くヴィクトルの視点、さらに皆で歴史を作っていくんだという、より普遍的で広い視点という、それぞれの視点が絡み合った構成の中に、DEANのメッセージが込められている。
拍子は、8分の6拍子という3拍子・ワルツのリズムを使用。梅林のポップかつドリーミーなメロディーに、松司馬の華麗なオーケストレーション、DEANとDJ Sumoによる力強いEDMビートが入り混じる楽曲となっている。構成としては、メロディーをリフレインさせる要素として、クラシック音楽の様式美を用いつつ、途中からEDMのテイストが入ってくるような形を取る。「History Maker」は、クラブでも聴けるアプローチを入れつつも、スケート会場で曲がかかっても大丈夫なようにオーケストラが使われている。それにより、後にこの曲がダブステップのサブジャンルであるオーケストラル・ダブステップの代表曲としてネット上で紹介されたことを、DEANは『Sound & Recording Magazine』のインタビューで語っている。

## リリース
「History Maker」は当初、2016年10月7日にiTunes他サイトで配信限定でリリースされた。その後、ファンからの要望を受け、Track 1に同曲を収録したZINE付きCD『History Maker at InterCycle』が、DEANが同年12月22日、30日に開催したライブ『DEAN FUJIOKA Special Live InterCycle 2016』の会場にて限定販売された。ライブ以降は、アミューズのオンラインショップ「A!SMART」のみでの販売となった。
「History Maker」は、2023年7月26日に発売されたDEANのベストアルバム『Stars of the Lid』のDisc 2に初収録された。

## 評価

### 批評
音楽コンシェルジュのふくりゅうは、mu-mo SHOPのコラムで、DEANの音楽的才能の豊かさを示すポップ・ソングとして「History Maker」を紹介。「クイーンを彷彿とさせるような世界観の大きなナンバーに仕上がっている」と評価した。音楽マーケッターの臼井 孝は、moraのチャート分析で同曲について、張り上げた高音で歌われる英語詞や、闘争心を駆り立てるようなサウンドを聴いていると、「フィギュアスケートを見守る時の緊張感が伝わるよう」だとコメント。また、初登場以降もダウンロード数が好調なことから、同曲のロングヒットが「単なるアニメ人気ではなく、楽曲の評価が高まった結果」だと分析した。『CD Journal』は、DEANの2ndアルバム『History In The Making』のミニ・レビューで、「History Maker」がエレクトロニクスのトレンドから着想を得たものとし、「壮大なオーケストラ・サウンドとともに聴かせる」と述べた。Real Soundの青木皓太は、DEANの音楽について考察する中で同曲を取り上げ、アニメソング特有のフォーマットに、ワルツ調で奏でられるオーケストラやダンスミュージック要素を落とし込んだ「ミクスチャーサウンドが特徴的だ」と言及した。ライターのシシモモフライは、ファミ通.comの記事で、YouTubeで聴けるアニメソングとして同曲を紹介。楽曲が、新しい歴史を作ろうと挑む主人公たちへエールを送っていることに注目したほか、3拍子での静かな始まりから、サビには「重厚感あるメロディーライン」とDEANの「印象的な歌声」で、「すばらしい盛り上がりに」なるとコメントした。
イギリスのウェブサイト、Anime UK Newsのアニメ批評家であるイアン・ウルフは、「History Maker」は「確かに〔アニメの〕シリーズ全体をまとめているようだ」と述べ、「他の多くのアニメのテーマよりも際立っている」と評した。また、同曲は「陽気で、心揺さぶられ、感動的なので、シリーズのトーンに合っている」（英: "The song suits the tone of the series, because it is jolly, stirring and moving."）とも語った。ハンガリーのウェブ雑誌『Animagazin』の編集者であるCatrinは、DEANが励ましの意味を込めた、アニメにぴったりの曲を作り、しかも素晴らしい英語で歌うことに着目し、同曲が「本当に成功している」と評価した。アメリカのニュースサイト、Anime News Networkでは、批評家8人のうち4人が2016年のベスト・オープニング・テーマとして同曲の名前を挙げた。

### チャート成績
Billboard JAPANによるチャートで、「History Maker」はダウンロードチャートで7位を記録したことにより、2016年10月12日付のHot 100に95位で初登場した。2週目では、ダウンロードチャートで5位、ラジオチャートで6位を記録したため、最高の43位まで上昇している。一方、同曲は2016年10月12日付のHot Animationに12位で初登場すると、11週目にはダウンロードチャートで6位、ラジオチャートで4位、動画再生チャートで7位を記録したため、最高の9位まで上昇している。

### 受容
「History Maker」は、2017年12月7日に日本ガイシホールで開催されたフィギュアスケートの競技大会「グランプリファイナル 愛知・名古屋 2017」のオープニングセレモニーに使われ、会場内に楽曲が流れた。また、オリックス・バファローズ所属のプロ野球選手である西野真弘は、2018年シーズンの登場曲に同曲を使用した。

### 受賞歴
- アニメージュ第39回アニメグランプリ アニメソング部門グランプリ（2016年）
- IGN Best of 2016 Awards 最優秀アニメオープニング賞（2017年）[26]
- 第1回クランチロール・アニメアワード 最優秀オープニング賞（2017年）[27]
- 第24回AnimeLand Grand Prix（フランス語版） 最優秀テーマソング賞（2017年）[28]
- 第7回ニュータイプアニメアワード 主題歌賞 第3位（2017年）[29]
- 平成アニソン大賞 2010-2019年ユーザー投票賞（2019年）[30]

## ミュージック・ビデオ
「History Maker」リリース当時は作られていなかったが、2019年1月30日に発売されたDEANの2ndアルバム『History In The Making』に「History Maker ～HITM Ver.～」が収録されるのに併せて制作。アルバム発売に先立ち、同年1月に『History Maker ～HITM Ver.～』として公開された。映画監督の二宮健が担当したMVの撮影は、全編都内近郊の地下鉄を1日貸し切って行われた。ストーリーは、DEANが現実的な地下鉄の空間から、赤いコートのエキゾチックな少女を追い、ファンタジックな世界へといざなわれていくというもの。オーケストラの演奏が彩る車内でDEANが力強く歌い上げる姿や、幻想的な車内でバレリーナが踊る様子などが収められている。DEANが宇宙服を身にまとい、宇宙空間に向かって旅立っていくシーンは、「みんなで未来に向かってチャレンジしている」「みんなで一緒に未来を作って行こうよ」という、楽曲に込められたメッセージを表現しており、とても重要で象徴的なシーンになっている。また、指揮棒を持ったDEANを先頭に一列にダンスするラインダンスは、世界的なダンサーとして知られるBambi Nakaによって振り付けられた。なお、『History In The Making』の「初回限定盤A：History Edition」に付属のDVDには、Track 1にMVが、Track 3にMVの裏側を撮影した映像が収録されている。

## ライブ・パフォーマンス
「History Maker」は、2016年12月22日にパシフィコ横浜で開催されたDEANのライブ『DEAN FUJIOKA Special Live InterCycle 2016』で初披露された。DEANは、躍動感あふれるアクションを交えながらファンと共に歌い上げた。このライブの様子は、2017年5月10日にDVDとBlu-rayで発売された「DEAN FUJIOKA Special Live 『InterCycle 2016』 at Osaka-Jo Hall」のDisc 1に収録されている。
テレビでは、2017年9月18日にテレビ朝日で放送された『ミュージックステーション ウルトラFES2017』で初歌唱された。DEANと『ユーリ!!! on ICE』とのコラボレーションが企画され、イベント『ユーリ!!! on MUSEUM』で公開されたイラストを演出に使用するなど、アニメが放送された同局ならではの演出がなされた。
2023年6月、DEANはアイスショー『Fantasy on Ice 2023』の新潟公演（16日 - 18日）と神戸公演（23日 - 25日）にゲストアーティストとして参加した。オープニングでDEANが「History Maker」を歌う中、羽生結弦、ジョニー・ウィアー、ステファン・ランビエールら一流フィギュアスケーターが演技を披露した。18日新潟公演と25日神戸公演ではライブビューイングが行われ、日本全国の映画館で生中継された。さらに、25日神戸公演はCS放送のフジテレビTWOでも生中継された。

## 別バージョン

### History Maker (TV size)
2017年7月28日に発売された、『ユーリ!!! on ICE』のサウンドトラック『ユートラ♨ ユーリ!!! on ICE／オリジナル・サウンドトラックCOLLECTION』に収録。TVsizeであるため、曲の長さは1分33秒と短い。

### History Maker (EP mix)
2017年7月5日に発売されたDEANの1st EP『Permanent Vacation/Unchained Melody』に収録。また、初回限定盤Bには、DVDの特典映像として『ユーリ!!! on ICE』のノンテロップオープニング映像「YURI!!! on ICE Opening (EP Limited ver.)」が収められている。

### History Maker 〜HITM ver.〜
2019年1月30日に発売されたDEANの2ndアルバム『History In The Making』に収録。DEANによると、ボーカルのグルーヴを変えたかったのと、少し壮大さも加わってほしかったため、ミックスをし直してもらったという。あまり大きな変化はないが、オリジナルとは違うので「～HITM Ver.～」となっている。

## リミックス、コラボレーション、リアレンジ

### History Maker (TJO Remix)
ダンス・ミュージック専門のインターネットラジオ「block.fm」のリスナーだったDEANは、2016年3月にDJのTJOがパーソナリティーを務める番組にゲスト出演。音楽の話で盛り上がり交流を深めたDEANは、彼と一緒にクリエイティブなことをやりたいと希望していたところ、「History Maker」のリミックスを作る企画が上がったため、同年10月下旬にDEANからTJOへオファーした。TJOによると、リミックスに際し「block.fmなどのラジオや〔クラブなどの〕現場でもプレイされるもの」というリクエストがあったという。そこで、平歌の部分をメロウな雰囲気にし、ドロップ部分をフューチャー・ベースとすることにした。さらに、ビルドアップ部分で駆け出すようなブレイクビーツを追加し、トラップからフューチャー・ベースのドロップが来る流れを作ったという。楽曲は、block.fm内の、m-floの☆Taku TakahashiとTJOによる番組で同年12月2日に初オンエアされ、その後同年12月9日に配信リリースされた。曲の長さは3分43秒。

### History Maker Special Edition starring Toshiyuki Toyonaga
DEANと、『ユーリ!!! on ICE』で主人公の勝生勇利役を演じた豊永利行が歌唱コラボレーションした楽曲。DEANの2ndアルバム『History In The Making』に、約2年越しで「History Maker」が収録されることを記念して企画された。この音源が入ったCDは、アニメイト・ゲーマーズ・A!SMART・Amazon・タワーレコードでのアルバム予約購入特典として先着順で配布された。2019年1月25日、TOHOシネマズ新宿で行われた『ユーリ!!! on ICE TVシリーズ一挙劇場上映』の舞台挨拶に豊永が参加したが、そこで楽曲が披露された。この時、豊永は「『ユーリ!!! on Concert』などで（「History Maker」を）歌わせていただく機会はあったんですが、まさかご本人様とコラボできる日が来るとは思っていなかった。（後略）」と語っている。

### History Maker 2021
2021年12月8日に発売されたDEANの3rdアルバム『Transmute』に収録。「History Maker」の可能性をもっと引き出したい気持ちがずっとあったDEANは、THE CHARM PARKに依頼し、ストリングスをメインに活かすような形でリアレンジした。オリジナルの3拍子（8分の6拍子）から、4分の4拍子を意味するコモン・タイムへと変更されている。DEANによると、コモン・タイムのほうがライブですごく映えると思ったという。曲の長さは4分13秒。

## 収録曲
| #  | タイトル          | 作詞         | 作曲                             | 編曲                                          | 時間 |
| -- | ----------------- | ------------ | -------------------------------- | --------------------------------------------- | ---- |
| 1. | 「History Maker」 | DEAN FUJIOKA | DEAN FUJIOKA、梅林太郎、松司馬拓 | DEAN FUJIOKA、DJ Sumantri、梅林太郎、松司馬拓 | 3:10 |

## クレジット
- Producing: Dean Fujioka
- Music Prodcing: Keisuke "tommy" Tominaga (PIANO), DJ Sumantri
- Vocal Producing: DJ Sumantri
- Music Arranging: Dean Fujioka, DJ Sumantri, Taro Umebayashi, Taku Matsushiba
- Additional Music Programming: DJ Sumantri
- Orchestra Recording: Yasuhiro Tsurusaki (GRANDFUNK)
- Orchestra Conducting: Taku Matsushiba
- Orchestral Performance: Ensemble FOVE
- Hooligan Choir: Dean Fujioka and History Makers
- Recording and Mixing: DJ Sumantri

Recorded at prime sound studio form, Studio A-tone